# Ayenia insulicola
Ayenia insulicola är en malvaväxtart som beskrevs av Cristobal. Ayenia insulicola ingår i släktet Ayenia och familjen malvaväxter. Inga underarter finns listade i Catalogue of Life.